# Gremolata

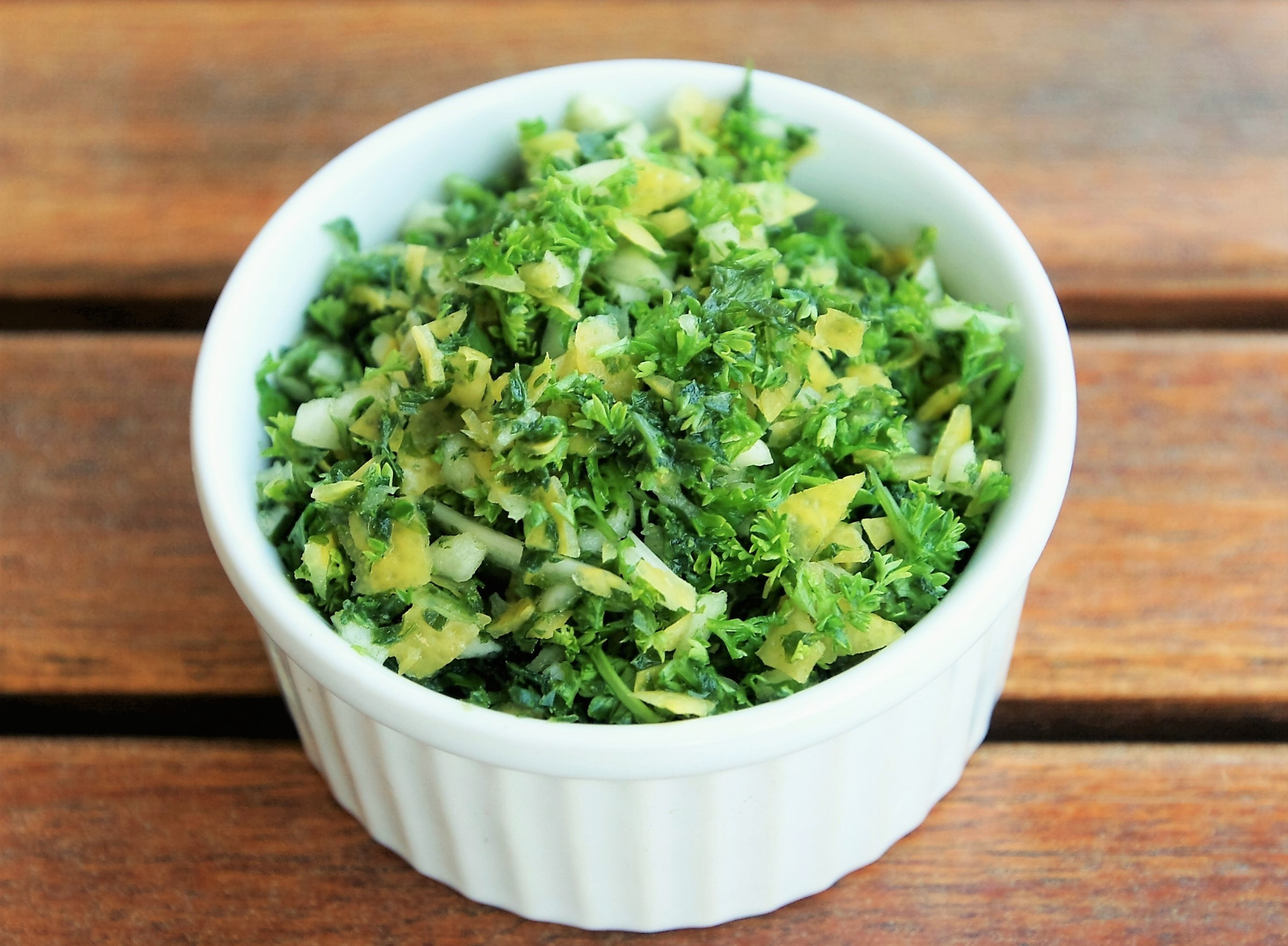
Gremolata

Gremolata is een mengsel van citroenrasp, knoflook en peterselie dat gebruikt wordt in de Italiaanse keuken.
Het woord gremolata komt van het Italiaanse gremire, dat vullen betekent. Een bekende toepassing van gremolata is in de Milanese stoofschotel ossobuco. 